# Lac Dandurand (La Tuque)
Pour les articles homonymes, voir Dandurand.
Le lac Dandurand est un plan d'eau douce de l'agglomération de La Tuque, dans la région administrative de la Mauricie, au Québec, au Canada. Le lac Dandurand constitue le lac de tête de la rivière Dandurand laquelle se déverse dans la rivière Bazin au village de Parent.

## Géographie
Le lac Dandurand est situé à 7,5 km au sud-est du pont du village de Parent, 12 km à l'ouest du village de Wemotaci, à 79 km au nord du centre du village de Manawan et 130 km à l'ouest du centre-ville de La Tuque. Ce lac est connexe au lac Niverville, situé au nord-est ; un détroit relie les deux lacs.
Les bassins versants voisins du lac Dandurand sont :
- côté est : rivières Bellerive, Ruban et Drouin ;
- Côté sud : rivière Mitchinamecus ;
- côté ouest : rivière Bazin.

Ce lac Dandurand est surtout alimenté par les ruisseaux suivants :
- côté nord : décharge du lac Maringouin ; décharge du lac Willott ;
- côté est : rivière Bellerive (qui reçoit les eaux du lac Faessler et lac Boucher) ; ruisseau Johnson (qui reçoit les eaux du lac Johnson et Ruth) ;
- côté sud : ruisseau Nash ;
- côté ouest : ruisseau au Foin, ruisseau Simard, ruisseau Rambeaux.

Le lac Dandurand comporte plusieurs baies, notamment la baie aux Brochets (côté sud-est) et la baie Simard (côté sud). La zone au nord-est du lac, le long de la rivière Bellerive, comporte plusieurs zones de marais, soit entre le lac Dandurand et le lac Faessler.
Ce lac se déverse du côté ouest par un détroit de 4,5 km de la rivière Dandurand, comportant trois chutes. Le courant de la rivière se déverse dans le lac Mauser (altitude : 411 m) que le courant traverse sur 6,9 km vers le nord-ouest, puis vers le nord, jusqu'au pont routier du village de Parent, situé près du chemin de fer du Canadien National. Le courant coule encore sur 0,7 km vers l'ouest, jusqu'à l'embouchure (altitude : 411 m) de la rivière Dandurand. Face à l'embouchure de la rivière Dandurand, la rivière Bazin provient du nord.

## Toponymie
Le terme "Dandurand" fait référence à un patronyme de famille d'origine française.
Le toponyme "lac Dandurand" a été officialisé le 5 décembre 1968 à la Banque des noms de lieux de la Commission de toponymie du Québec.